# Palais Galler

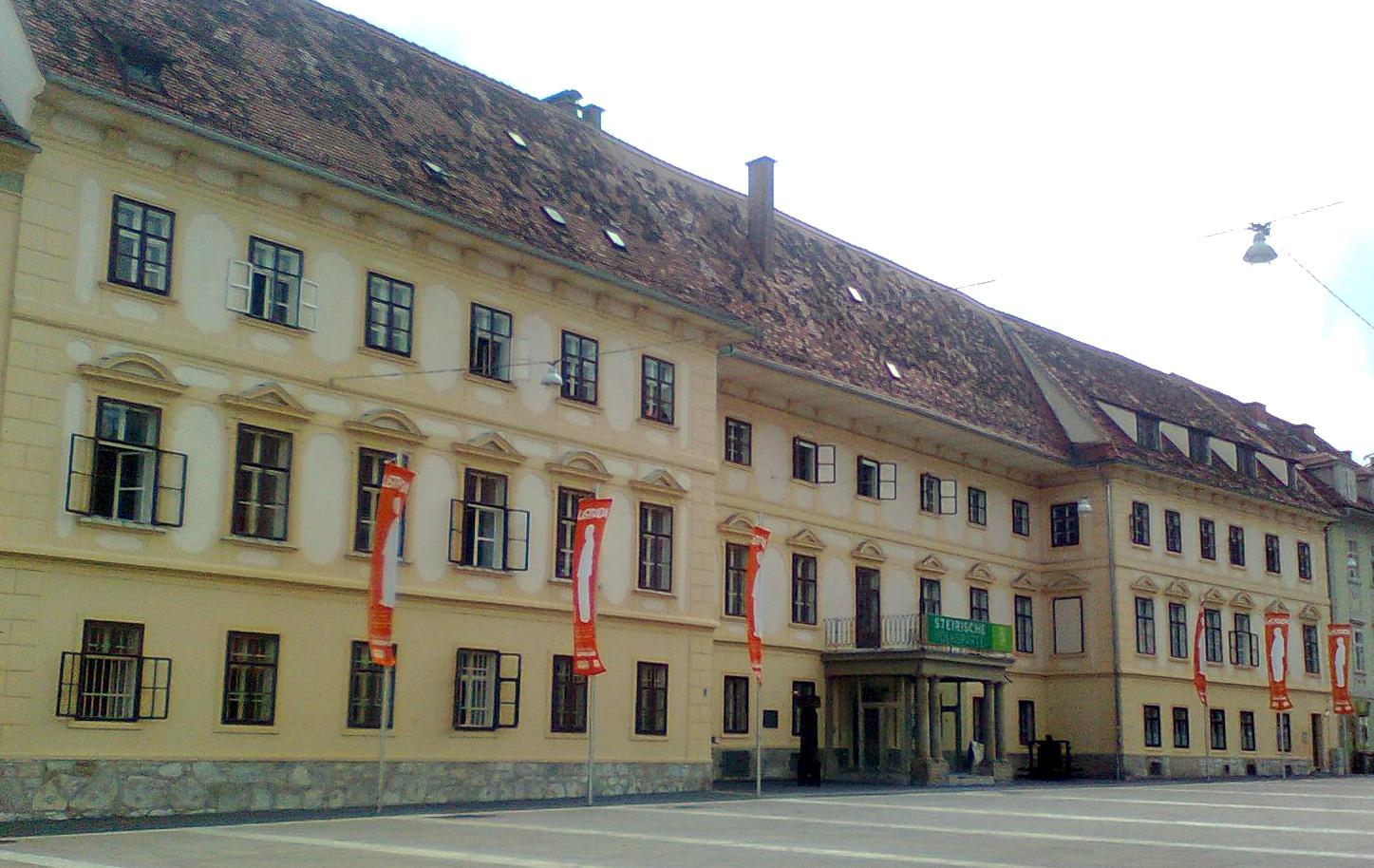
Palais Galler

Das Palais Galler, oder Palais Prandegg, ist ein ehemaliges Grazer Stadtpalais am Karmeliterplatz im Bezirk Innere Stadt.

## Geschichte
Im Zuge der barocken Stadterweiterung wurden die Stadtmauern nach Osten vorgeschoben und neuer Baugrund erschlossen. Die beiden Vorgängerbauten des Palais mit Gartengrundstücken wurden im Jahr 1674 vom Grafen Viktor Jacob von Prandegg erworben. Anschließend wurden die Häuser abgebrochen und an der Stelle um 1680 und 1690 unter der Leitung des Baumeisters Bartholomäus Ebner das barocke Palais errichtet. Bereits 1693 wurde das Palais vom Grafen Wilhelm Galler gekauft. Die folgenden Besitzer sind nicht bekannt, bis das Palais 1748 als Breunersches Haus bezeichnet und von 1785 bis 1803 eine Gräfin Elisabeth von Galler als Besitzerin bezeugt wurde. Nach erneuten Besitzerwechseln wurde der Baumeister Andreas Stadler von Friedrich Chevalier de Bachet beauftragt, einen Gesamtumbau durchzuführen.
Ab 1920 war der katholische Missionsverein Weißes Kreuz bis zur Enteignung 1938 Eigentümer des Palais Galler. Nach dem Anschluss Österreichs an Deutschland diente das Gebäude als Sitz der Gauleitung der NSDAP, bis das Weiße Kreuz nach Kriegsende seine Eigentumsrechte restituiert bekam und bald von der Diözese Graz-Seckau als Besitzer abgelöst wurde. 1977 wurde das Palais Galler an die Steirische Volkspartei verkauft, die seither dort ihren Sitz hat.

## Architektur und Gestaltung
Der mächtige Baublock hat an der Hauptfront, die dem Karmeliterplatz zugewandt ist, zwei und auf der Rückseite wegen des abfallenden Geländes vier Geschoße. An den Seiten ist das Palais von zwei Seitenrisaliten eingefasst, wobei der westliche Risalit aus der Erbauungszeit stammt (1680/90) und der östliche erst 1834 hinzugefügt wurde. Die barocke Fassade ist mit geometrischen Putzfeldern dekoriert.
Dem steingerahmten Rundbogen-Portal ist ein von zwei dorischen Doppelsäulen getragener Altan vorgelagert. Er wurde im klassizistischen Stil um 1843 von Josef Benedict Withalm errichtet. Die Hofarkaden der Seitenflügel sind im Erdgeschoß vermauert. Die kreuzgewölbten Bogengänge des ersten und zweiten Stockwerks ruhen auf toskanischen Säulen. Die zwei durch Widerhakenstäbe verschlossenen Mauerschlitze sind die ältesten Baudetails des Palais und entstammen dem 15. Jahrhundert.
Die Eingangshalle mit einem Stichkappengewölbe ist erst 1843 entstanden. An der Haupttreppe dienen zwei kantige Pfeiler als Stützelemente. Die Innenräume des Bauwerks sind mit Stuckdecken aus dem 17. Jahrhundert geschmückt. Von der ursprünglichen Inneneinrichtung sind ein Empire-Kachelofen mit grüner Glasur (um 1780/90) und ein Neo-Renaissance-Kamin (3. Viertel 19. Jahrhundert) erhalten geblieben.

## Älteres Palais Galler
Ein kleineres älteres Palais Galler aus dem 16. Jahrhundert liegt 300 m südlich (und etwa 15 m tiefer) an der Adresse Glockenspielplatz 7.